# Strenna Dalmata
Strenna Dalmata je bila svojevrsni dodatak zadarskomu tjedniku La Dalmazia koji je izlazio od 1845. do 1847. godine. Prva je objavljena početkom 1847. godine kao novogodišnji almanah na poklon čitateljima, a za proteklu 1846. godinu. Sadržavala je tekstove poznatih onodobnih dalmatinskih intelektualaca s boravištem u Pokrajini, ali i onih izvan nje.